# 劉伯道
衡陽王劉伯道（5世紀—479年），彭城郡彭城縣人，南朝宋武帝之曾孫，衡陽文王劉義季之孫，衡陽恭王劉嶷長子。
南朝宋大明七年（463年），衡陽王劉嶷去世。劉伯道服闋後襲封衡陽郡王，食邑五千戶。昇明三年（479年），劉伯道去世。同年，齊高帝代宋，劉伯道的封國被削除。虽然本传没记载他的具体死因，但同年去世的刘宋诸侯王有多人，且《南史·宋本纪下第三》载“宋之王侯无少长皆幽死矣”。